# Peñón de Cinacantan
Cinacantan o Zinacantan es un peñón convertido en fortaleza a finales del periodo de dominio pipil, y posteriormente en un proto-sitio arqueológico homónimo ubicado en Tamanique, La Libertad en El Salvador, Las coordenadas del sitio son: 13º32’29.83”N, 89º23’30.55”O. El mismo es considerado como el último bastión de protección indígena en el marco de la conquista de Cuscatlán realizada en 1525 por parte del español Pedro de Alvarado, y donde se dio ocasión el primer y último levantamiento indígena de importancia posterior a la rendición del Señorío de Cuscatlán, esto en 1528 e inicios de 1529.

## Etimología
Según los documentos históricos, en la época prehispánica este asentamiento era conocido como Cinacantan (que en la actual ortografía del náhuat se escribe Tzinakantan), que proviene de las palabras en náhuat:  Tzinakan= “murciélago”, y el sufijo locativo tan = "lugar", entonces se traduce como el "lugar de los murciélagos" (Larde y Larín, 2000). También puede considerarse la versión de “lugar del murciélago” (Amaroli, 1991).

## Historia
En el año 1522, el navegante español Andrés Niño recorría por mar las costas del litoral salvadoreño, en la región de la mencionada Costa del Bálsamo (actual  Puerto de La Libertad y al divisar el peñón le coloca como mote “la del rostro fragoso”. Esta se considera la primera incursión española al territorio de Cinacantan. El 1 de abril de 1524, Diego de Alvarado junto a un batallón de españoles e ”indios amigos” fundan una segunda Villa de San Salvador la cual está ubicada en el valle de la Bermuda, actual ciudad de Suchitoto, esto para asentar el poderío español y las zonas dejadas sin someter por Pedro de Alvarado, que en 1525 había dispersado a los habitantes de Cuscatlán (Actual ciudad de San Salvador) estableciendo una colonia habitada por gente de su filas.
A principios de 1528 desde Guatemala fueron enviadas una serie de expediciones para pacificar el territorio cuscatleco; para ese mismo año a finales del mes de noviembre, un grupo de pueblos indígenas se rebeló contra la invasión conquistadora, el capitán español Diego de Alvarado (hermano de Pedro de Alvarado) considerando que teniendo paz y con la rendición del territorio del señorío de Cuzcatlán prácticamente consolidada, envió un español a un pueblo (cuyo nombre no consta) en la Costa del Bálsamo, pero los indígenas del lugar le dieron muerte, junto con una cierta cantidad de indios cakchiqueles aliados que lo acompañaban, tras esto «la mayor parte de la tierra (del territorio de Cuzcatlán)» se sublevó y atacó la villa de San Salvador, consiguiente a esto los españoles dirigidos por Alvarado les hicieron frente y lograron que los indígenas huyeran; los indígenas trataron de provocar a los españoles por lo que Alvarado les ordenó que se sometieran, sin embargo estos no acataron la advertencia, y refugiándose ocuparon el montículo rocoso (peñón) de Cinacantan (hoy conocido como cerro Redondo) convirtiéndolo en su foco de resistencia. Bartolomé Bermúdez, uno de los principales combatientes en el batallón narra esto en sus crónicas:

"... Después de haber dado la obediencia a su Majestad se rebelaron (los grupos indígenas) e nos mataron un español e muchos indios amigos e nos vinieron a matar estando poblados en esta dicha villa e si saben que salimos a ellos e les dimos la batalla e volvieron huyendo e se metieron en un peñol muy fuerte; diga lo que sabe." Barón Castro, 1996: pág. 104.

La agrupación defensiva de pueblos indígenas hostiles en partes altas, como formaciones rocosas o el "empeñolamiento’’, como lo llamaban los españoles, era una táctica defensiva bastante común; y fue mencionado en varios casos durante la Conquista. Dicha sublevación indígena en Cinacantan tenía que ser sofocada, por lo que un contingente español fue enviado desde San Salvador hasta aquel sector, denominado actualmente como Cordillera del Bálsamo. El ejército era comandado por Diego de Alvarado y estaba formado por españoles e “indios amigos”. La idea además de la pacificación y el control completo de la nación pipil, muy probablemente también buscaba subyugar a los pueblos en la imposición de encomiendas.
Cuando el ejército español, comandado por Diego de Alvarado, llegó a Cinacantan desde la Villa de San Salvador, se encontró con varios pueblos (tres o cuatro) indígenas aguerridos y agrupados sobre la formación rocosa (cerro Redondo) que era prácticamente inaccesible, ya que está rodeado de acantilados; y el lugar que presentaba el acceso más fácil a la cúspide se daba en lado norte, donde actualmente muestran se inician las estructuras de fortaleza prehispánicas y por ende donde estaba mejor defendido. 
El día que se produjo la llegada al peñón (finales de 1528 o principios de 1529), los españoles acometieron dos veces la fortaleza nahua, pero fueron repelidos en ambos intentos. En el primer ataque fueron vencidos a pedradas y flechas, y que en el segundo intento fueron entre doce y trece españoles, acompañados por el capitán Alvarado, pero nuevamente fueron vencidos a flechazos, pedradas y con “galgas”. Ante esta crítica situación, algunos españoles buscaron subir, simulando ir de forma pacífica a entablar pláticas con los rebeldes; sin embargo, estos llevaban una serie de armas encubiertas, entre ellas un castillete móvil construida por Bermúdez. Al verlo los combatientes nahuas dejaron de tirar flechas saliendo uno de los señores indígenas que estaban en el peñol, pidiéndoles a los españoles que regresaran a la villa, que ellos se pondrían al servicio de su Majestad, sabiendo que esta era una trampa de la cual difícilmente podrían salir avantes . Diego de Alvarado ordena entonces acometer de una vez el motín, al llegar a la cima sacaron el arsenal escondido sometiendo a los principales de los grupos, y la rebelión indígena fue abatida, causando varios cientos de muertos (incluso se habla de algunos miles) y con varios rehenes capturados. Con esto los españoles de la Villa de San Salvador lograrían poner fin a último bastión de resistencia cuzcatleca; Si bien hubo otros casos de insurrección, ninguno implicó mayores inconvenientes. Como el caso de la batalla librada en Cinacantan, se le considera junto a las ocurridas en Acaxual y Tacuzcalco, las únicas tres ocasiones en donde los habitantes del Señorío se atreverían a buscar repeler seriamente el embate de conquista española en el país enfrentándolos de forma directa y causando problemáticas en el ejército invasor.
Posteriormente y finalizada la toma de esta región del Señorío, la misma quedó en abandono durante cierto tiempo, el asentamiento y los pueblos que se conglomeraron para la defensa de este lugar se convirtieran según algunos historiadores en el origen del poblado actual de Tamanique, que apareció muchos años después, debido al reordenamiento de los poblados indígenas por parte de los españoles por su topónimo. En 1541 el rey Carlos I de España concedió a Miguel Díaz de Peñacorba uno de los sub-capitanes y cronistas del mismo, un escudo de armas por su valiente participación en la toma del peñón.

## Estructura

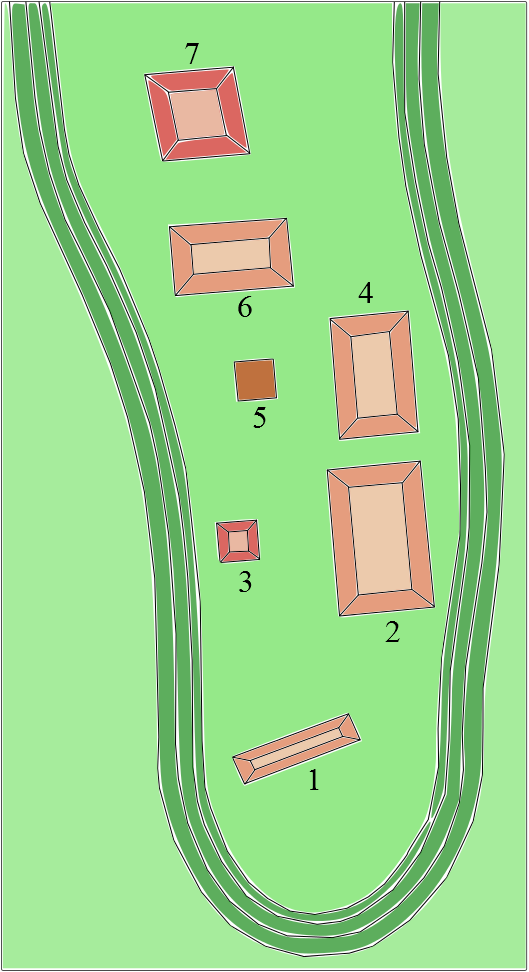
Estructura del sector 1 de Cinacantan, ubicado en la cima de una meseta, y siendo el más cercano al peñón donde se libró batalla contra los españoles

El sitio fue registrado por los especialistas en arqueología prehispánica William Fowler Jr, Connard Hamilton y Roberto Gallardo el 14 de junio de 1999. Ese mismo mes, Gallardo realizó cinco visitas en compañía del estudiante Adonai Cardoza donde se logran ubicar seis sectores con yacimientos, esto orientados hacia el noroeste del Peñón (hoy cerro Redondo). Cada sector comprende una agrupación de estructuras, y los seis sectores conforman un total de 44 estructuras consistentes principalmente en montículos, plataformas y terrazas. En el año 2002, Hamilton realizó un mapa con estación total de tres agrupaciones de montículos, ubicando 23 estructuras del sitio.

## Legado
Cinacantan es sin duda uno de los sitios donde se libró una de las batallas más emblemáticas y de las menos conocidas a profundidad durante la conquista de Cuscatlán en el actual territorio salvadoreño, considerándosele de cierta forma como La Masada de El Salvador por mostrar bastante similitudes con los hechos ocurridos en la toma del amesetado fuerte del mencionado lugar en Israel sitiado y sometido por parte del ejército romano en el año 73 d. C.
Si bien existe mucha documentación acerca del hecho (principalmente de parte de cronistas españoles), esta ha sido poco consultada; y mucho de los hechos acaecidos se ha logrado armar y desentrañar hasta apenas en el año 1999, cuando el lugar fue descubierto y desentrañado parcialmente por investigadores y arqueólogos William Fowler Jr., Paul Amaroli, y Bárbara Arroyo, de la Universidad de Vanderbilt en Tennessee, Estados Unidos; convirtiéndolo en un proto-sitio arqueológico en estado de desarrollo en el país centroamericano.